# أندرو جاي توماس
أندرو جاي توماس (بالإنجليزية: Andrew J. Thomas) هو مهندس معماري أمريكي، ولد في 1875 في مانهاتن في الولايات المتحدة، وتوفي في 1965.

## معرض صور

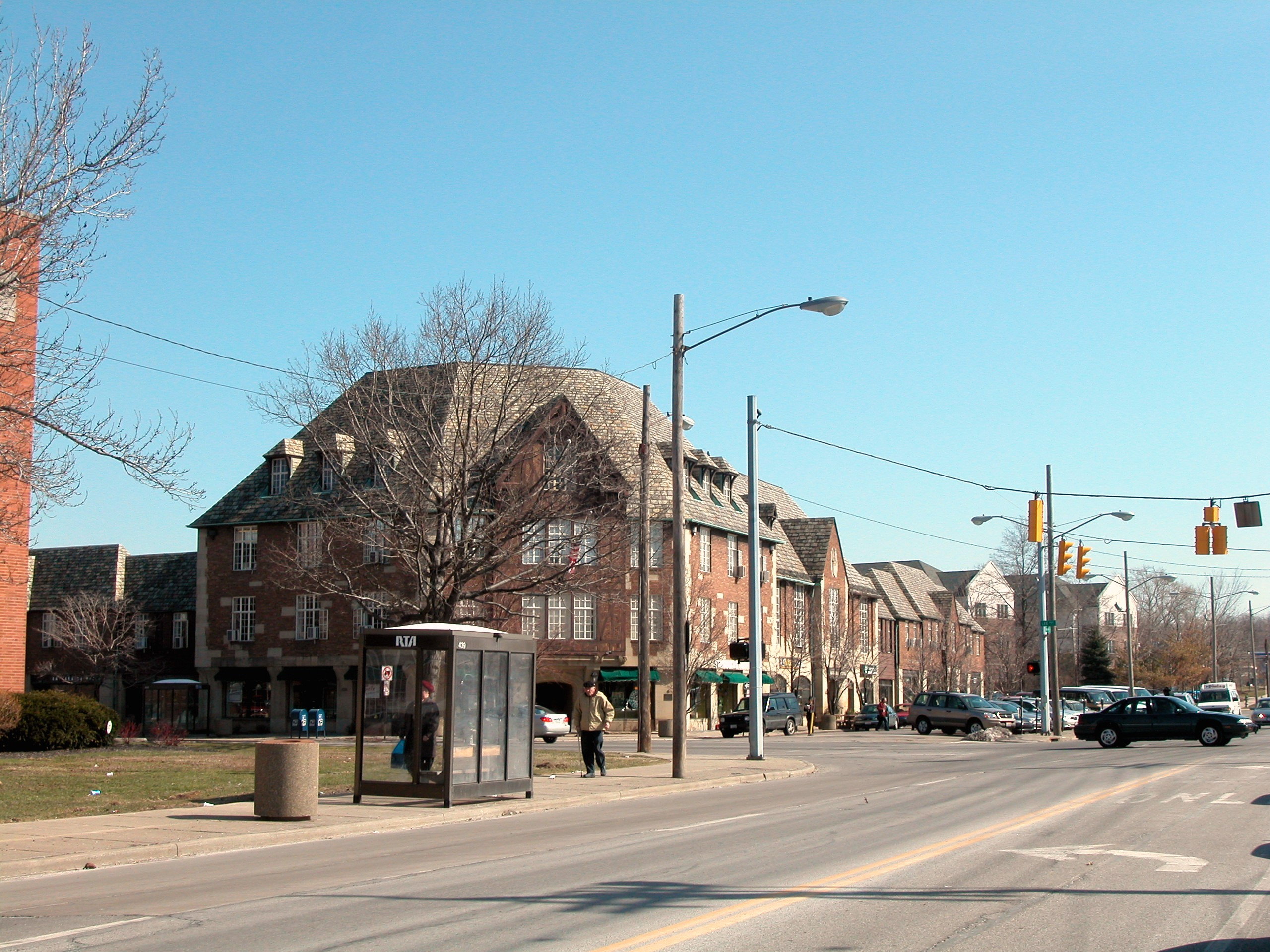
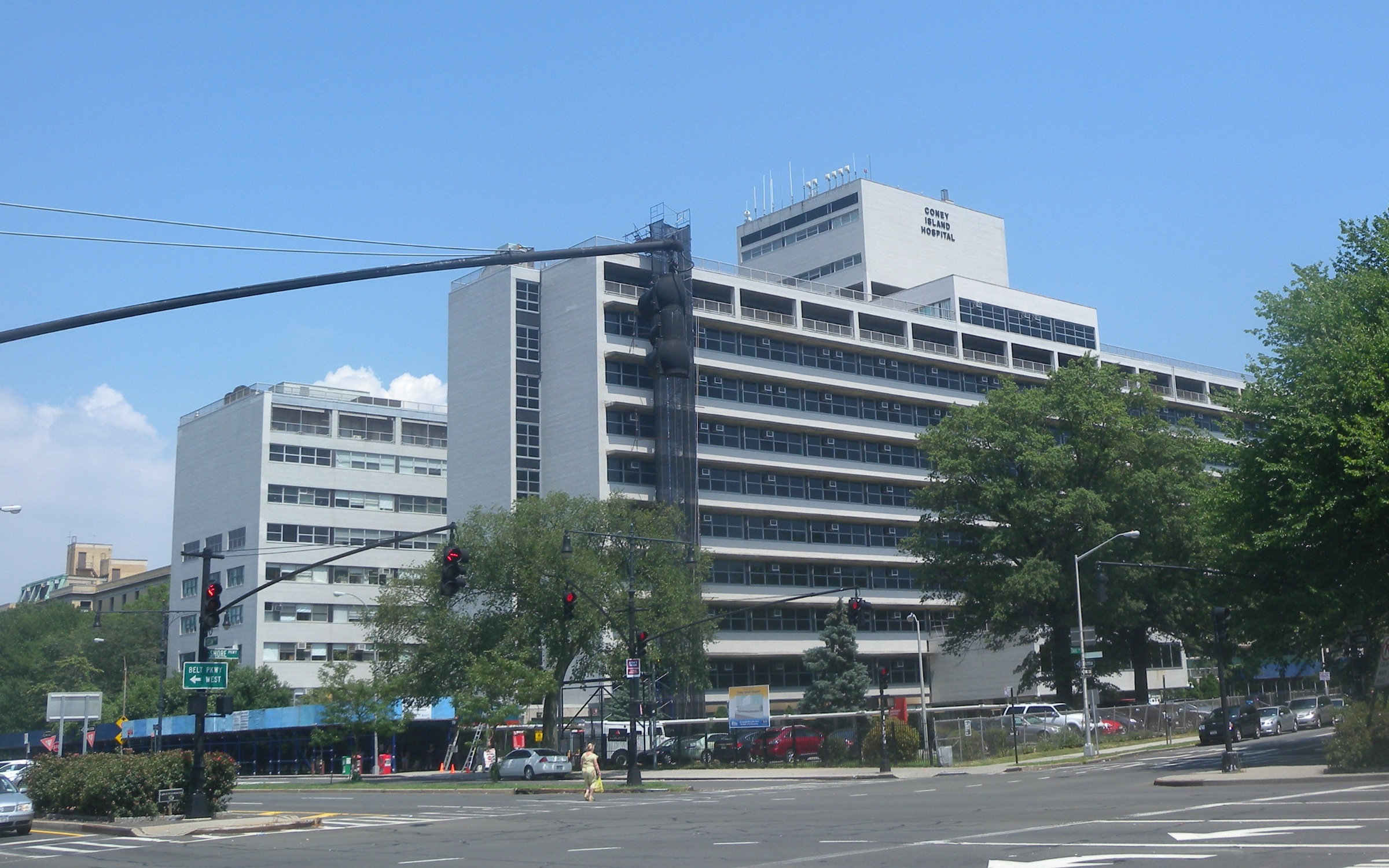
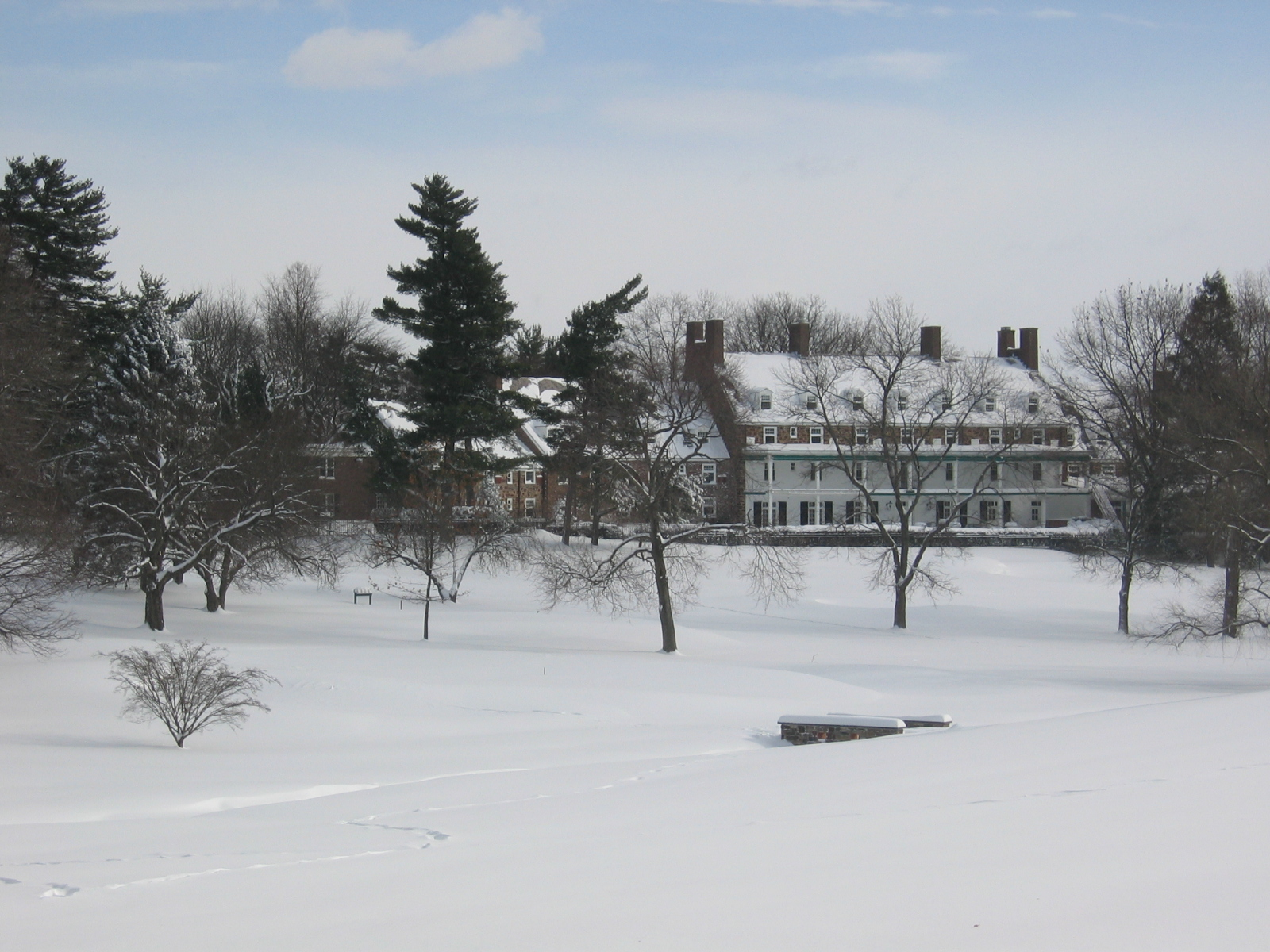